# Обращение Грузии
Обращение Грузии или Обращение Картли (груз. მოქცევაჲ ქართლისაჲ; Мокцевай Картлисай) — произведение, посвящённое историческому факту обращения грузин в христианство в первой половине IV века просветительницей Нино. Написана в X веке.
Первое издание подготовил Э. С. Такаишвили (был первым издателем многих древнегрузинских сочинений).
Литературный памятник был найден в 1888 году. В 1890—1891 годах Э. С. Такаишвили опубликовал грузинский текст в двух частях с примечаниями и исследованием, а в 1900 году вышел в свет выполненный им же русский перевод сочинения.
«Обращение Грузии» до нас дошло в шатбердской и в челишской редакциях. Э. С. Такаишвили перевёл первую из них, в которой недостаёт некоторых листов. Поскольку когда делался перевод, челишская редакция ещё не была известна, пробелы шатбердской учёным восполнялись из произведения, для которого «Обращение Грузии» послужило источником —  «Жития святой Нино».